# Bassano Virtus 55 Soccer Team 2012-2013
Questa pagina raccoglie le informazioni riguardanti il Bassano Virtus 55 Soccer Team nelle competizioni ufficiali della stagione 2012-2013.

## Stagione
Nella stagione 2012-2013 la Virtus Bassano disputa il girone A del campionato di Seconda Divisione di Lega Pro, raccoglie 58 punti con il quarto posto finale. Con diritto a disputare i Play-off per accompagnare in Prima Divisione Pro Patria e Savona, promosse direttamente. Ma incrocia il Monza che si impone in entrambe le gare. Allenata da Claudio Rastelli, la squadra giallorossa ottiene 29 sia nel girone di andata che nel girone di ritorno. Discreto anche il percorso del Bassano nella Coppa Italia di Lega Pro, inizia superando il girone E di qualificazione, nonostante lo scivolone con la Feralpisalò nell'esordio, grazie alla vittoria di Venezia, poi nel primo turno ad eliminazione diretta supera  (0-2) il Treviso, nel secondo turno ha la meglio (1-0) sul Portogruaro, si ferma nel terzo turno, superata nel girone B dal Pisa e dal Lumezzane.

## Divise e Sponsor
La divisa della Bassano Virtus è giallorossa, con calzoncini e calzettoni neri. Gli Sponsor di questa stagione sono: il main Sponsor è Diesel, mentre lo Sponsor tecnico è Lotto.

## Rosa
| N. |                      | Ruolo | Calciatore          |
| -- | -------------------- | ----- | ------------------- |
|    | Italia (bandiera)    | P     | Aniello Ambrosio    |
|    | Italia (bandiera)    | D     | Michele Barbieri    |
|    | Italia (bandiera)    | D     | Andrea Basso        |
|    | Italia (bandiera)    | A     | Emanuele Berrettoni |
|    | Italia (bandiera)    | D     | Matteo Bertoli      |
|    | Italia (bandiera)    | A     | Stefano Bizzotto    |
|    | Italia (bandiera)    | P     | Andrea Cano         |
|    | Italia (bandiera)    | C     | Davide Carteri      |
|    | Italia (bandiera)    | C     | Gianmarco Conti     |
|    | Argentina (bandiera) | C     | Lucas Correa        |
|    | Italia (bandiera)    | P     | Simone David        |
|    | Italia (bandiera)    | A     | Joachim De Gasperi  |
|    | Italia (bandiera)    | A     | Daniele Ferretti    |

| N. |                     | Ruolo | Calciatore          |
| -- | ------------------- | ----- | ------------------- |
|    | Italia (bandiera)   | A     | Filippo Fracaro     |
|    | Italia (bandiera)   | A     | Federico Furlan     |
|    | Italia (bandiera)   | A     | Guerrino Gasparello |
|    | Italia (bandiera)   | D     | Shadi Gosheh        |
|    | Italia (bandiera)   | A     | Cristian Longobardi |
|    | Italia (bandiera)   | A     | Tommy Maistrello    |
|    | Germania (bandiera) | C     | Marcelo Mateos      |
|    | Italia (bandiera)   | C     | Mattia Proietti     |
|    | Italia (bandiera)   | D     | Filippo Stevanin    |
|    | Italia (bandiera)   | D     | Dario Toninelli     |
|    | Italia (bandiera)   | D     | Enrico Zanella      |
|    | Italia (bandiera)   | A     | Francesco Zizzari   |

## Risultati

### Lega Pro Seconda Divisione

#### Girone di andata
| Arbitro: | Baldicchi (Città di Castello) |

|                  |           |               |
| Iv. Graziani 18’ | Marcatori | 22’ L. Correa |

| Arbitro: | Piccinini (Forlì) |

|  |           |                                |
|  | Marcatori | 72’, 90+4’ (rig.) A. Brighenti |

| Arbitro: | Soricaro (Barletta) |

|                         |           |               |
| Anghileri 4’ Laraia 87’ | Marcatori | 47’ L. Correa |

| Arbitro: | Rizzo (Siena) |

|                |           |            |
| Maistrello 63’ | Marcatori | 33’ Faroni |

| Arbitro: | Tardino (Milano) |

|               |           |               |
| Bersi 5’, 23’ | Marcatori | 79’ M. Mateos |

| Arbitro: | Todaro (Palermo) |

|              |           |  |
| G. Conti 72’ | Marcatori |  |

| Arbitro: | Formato (Benevento) |

|               |           |                            |
| Valeriani 52’ | Marcatori | 66’ Carteri 90’ Gasparello |

| Arbitro: | Mainardi (Bergamo) |

|  |           |                  |
|  | Marcatori | 90+1’ Gasparello |

| Arbitro: | Piscopo (Imperia) |

|                                                   |           |              |
| Stevanin 4’ Bertoli 14’ Furlan 18’ Berrettoni 49’ | Marcatori | 72’ Bernacci |

| Arbitro: | Magnani (Frosinone) |

|            |           |                       |
| Sinato 68’ | Marcatori | 82’ (rig.) Longobardi |

| Arbitro: | Capilungo (Lecce) |

|                |           |  |
| Berrettoni 37’ | Marcatori |  |

| Arbitro: | Casaluci (Lecce) |

|  |           |                             |
|  | Marcatori | 30’ Berrettoni 36’ Proietti |

| Arbitro: | Brodo (Viterbo) |

|                                          |           |            |
| Gasparello 30’ Bertoli 49’ L. Correa 75’ | Marcatori | 60’ Cirina |

| Arbitro: | Petroni (Roma) |

|                |           |                              |
| Gasparello 80’ | Marcatori | 14’ (rig.) Virdis 32’ Romero |

| Busto Arsizio 9 dicembre 2012 15ª giornata | Pro Patria       | 0 – 0 | Bassano Virtus | Stadio Carlo Speroni\| Arbitro: \| Fiore (Barletta) \| |
| Arbitro:                                   | Fiore (Barletta) |       |                |                                                        |

| Arbitro: | Brasi (Seregno) |

|              |           |                |
| Proietti 90’ | Marcatori | 76’ Sampaolesi |

| Arbitro: | Lacagnina (Caltanissetta) |

|                       |           |                                                                          |
| D'Amico 35’ Cuomo 37’ | Marcatori | 7’ Longobardi 16’ (rig.), 49’ (rig.) L. Correa 62’ Proietti 66’ Stevanin |

#### Girone di ritorno
| Arbitro: | Lazzeri (Arezzo) |

|               |           |  |
| Longobardi 1’ | Marcatori |  |

| Arbitro: | Di Martino (Teramo) |

|                       |           |  |
| A. Brighenti 42’, 71’ | Marcatori |  |

| Arbitro: | Ceccarelli (Rimini) |

|                      |           |          |
| L. Correa 65’ (rig.) | Marcatori | 27’ Vita |

| Castiglione delle Stiviere 27 gennaio 2013 21ª giornata | Castiglione         | 0 – 0 | Bassano Virtus | Stadio Ugo Lusetti\| Arbitro: \| Soricaro (Barletta) \| |
| Arbitro:                                                | Soricaro (Barletta) |       |                |                                                         |

| Arbitro: | Rizzo (Siena) |

|                         |           |                 |
| Zanella 39’ Zizzari 79’ | Marcatori | 44’ Pietribiasi |

| Arbitro: | Strocchia (Nola) |

|             |           |  |
| Viviani 18’ | Marcatori |  |

| Arbitro: | Di Ruberto (Nocera Inferiore) |

|               |           |  |
| M. Mateos 38’ | Marcatori |  |

| Arbitro: | Capilungo (Lecce) |

|                                               |           |  |
| Berrettoni 13’, 18’ D. Ferretti 16’, 30’, 48’ | Marcatori |  |

| Arbitro: | Pagliardini (Arezzo) |

|                     |           |                |
| Zamblera 22’ (rig.) | Marcatori | 42’ Longobardi |

| Arbitro: | Fanton (Lodi) |

|                                                                      |           |                                |
| L. Correa 26’ (rig.), 89’ (rig.) Berrettoni 28’, 30’ D. Ferretti 47’ | Marcatori | 21’ Sinato 33’ (rig.) Iocolano |

| Arbitro: | Piscopo (Imperia) |

|                         |           |                    |
| Maracchi 20’ Lauria 51’ | Marcatori | 9’, 18’ Longobardi |

| Arbitro: | Formato (Benevento) |

|                                                       |           |                          |
| Basso 6’ D. Ferretti 8’ Longobardi 45+1’ Proietti 83’ | Marcatori | 13’ Del Core 88’ Marolda |

| Arbitro: | Amoroso (Paola) |

|           |           |  |
| Siega 76’ | Marcatori |  |

| Arbitro: | Mangialardi (Pistoia) |

|                              |           |                      |
| Virdis 57’ (rig.) Scotto 90’ | Marcatori | 35’ (rig.) L. Correa |

| Bassano 28 aprile 2013 32ª giornata | Bassano Virtus            | 0 – 0 | Pro Patria | Stadio Rino Mercante\| Arbitro: \| Albertini (Ascoli Piceno) \| |
| Arbitro:                            | Albertini (Ascoli Piceno) |       |            |                                                                 |

| Arbitro: | Lanza (Nichelino) |

|                     |           |                            |
| Petrascu 84’ (rig.) | Marcatori | 64’ Carteri 80’ Longobardi |

| Arbitro: | Pagliardini (Arezzo) |

|                                            |           |              |
| Berrettoni 9’ L. Correa 72’ De Gasperi 87’ | Marcatori | 90’ Salustri |

### Play-off
| Arbitro: | Ripa (Nocera Inferiore) |

|                |           |  |
| Gasbarroni 61’ | Marcatori |  |

| Arbitro: | Pezzuto (Lecce) |

|                 |           |                       |
| M. Mateos 90+2’ | Marcatori | 75’ De Cenco 88’ Vita |

### Coppa Italia Lega Pro

#### Girone E
| Arbitro: | Rapuano (Rimini) |

|                 |           |                   |
| A. Ferretti 33’ | Marcatori | 3’, 17’ Bentoglio |

| Arbitro: | Merlino (Udine) |

|              |           |                                |
| Margarita 3’ | Marcatori | 36’ A. Ferretti 64’ Gasparello |

#### Turni ad eliminazione
| Arbitro: | Strocchia (Nola) |

|  |           |                            |
|  | Marcatori | 69’ Bertoli 73’ Longobardi |

| Arbitro: | Lazzeri (Arezzo) |

|              |           |  |
| Barbieri 57’ | Marcatori |  |

#### Terzo turno - Girone B
| Arbitro: | Colarossi (Roma) |

|                          |           |                                |
| Samb 8’, 16’ Kirilov 52’ | Marcatori | 45’ Gasparello 86’ A. Ferretti |

| Arbitro: | Morreale (Roma) |

|  |           |                                |
|  | Marcatori | 13’ (aut.) Bertoli 90+1’ Fondi |